# 月旅行
月旅行（つきりょこう）とは、宇宙旅行の一種で科学的研究を目的とした国家の政策や、国際機関を含めた公的組織による宇宙開発と対比し、観光や非日常的な体験などの目的で月へ赴く行為。

## 概要
長らく、月旅行は空想科学小説などで描かれる絵空事でしかなかったが、1960年代にアポロ計画で人類の月面着陸が実現して以降は実現性が高まり、近年では民間宇宙飛行の進展によって実現性が高まりつつある。
スペースXでは宇宙船「スターシップ」の開発を進めている。同社は2023年に民間人向けの月旅行を予定し、旅行者として前澤友作が名乗りを上げていたが、2024年6月に dearMoon プロジェクトの中止がアナウンスされている。スターシップはNASAのアルテミス計画に向け開発が進められている。

## フィクションで描かれた月旅行
- 『イカロメニッポス』ルキアノス (ギリシャ時代) - 翼をつけてオリンポスの山から飛び上がることで月に行く様子が描かれている。
- 『本当の話』ルキアノス (ギリシャ時代) - 月での出来事が描かれている。
- 『竹取物語』 (平安時代初期)
- 『狂えるオルランド』ルドヴィーコ・アリオスト（1516年）
- 『月の男（英語版）』フランシス・ゴドウィン（英語版）（1638年）
- 『月世界旅行記』シラノ・ド・ベルジュラック (1656年)
- 『A Trip to the Moon（月への旅）』ムルタ・マクダーモット (1728年)[3]
- 『ハンス・プファールの無類の冒険（英語版）』エドガー・アラン・ポー（1835年）
- 『月世界旅行』ジュール・ヴェルヌ (1865年、1870年)
- 『千万無量 星世界旅行』貫名駿一 (1882年)[4]
- 『夢幻現象 政海之破裂』井口元一郎 (1888年)[5]
- 『月世界最初の人間』ハーバート・ジョージ・ウェルズ (1901年)
- 『月世界探検』羽化仙史 (1906年)[6]
- 『怪飛行艇 月世界旅行』石松夢人 (1915年)[7]